# خربه الفرس
خربه الفرس (به عربی: خربة الفرس) یک روستا در سوریه است که در طرطوس واقع شده‌است. خربه الفرس ۱٬۱۱۳ نفر جمعیت دارد.